# 小莱陶
小莱陶，是匈牙利索博尔奇-索特马尔-贝拉格州所辖的一个村。总面积22.00平方公里，总人口1874，人口密度85.2人/平方公里（2011年1月1日）。